# Pepper&Carrot
Pepper&Carrot est une série de bande dessinée en ligne libre créée par l'artiste français David Revoy,.

## Description
Cette série raconte l'histoire de la jeune sorcière Pepper et de son chat Carrot dans le monde magique d'Hereva. Pepper apprend la magie de Chaosah, la magie du chaos, avec ses marraines Cayenne, Thym et Cumin. D'autres sorcières comme Safran, Coriandre, Camomille et Schichimi apprennent des magies qui ont chacune leurs spécificités.
Les épisodes sont réalisés sous environnement GNU/Linux avec des logiciels libre : Krita et Inkscape.
Les aventures de Pepper&Carrot sont bien souvent trépidantes et pleines d'humour, et contiennent parfois un aspect philosophique ainsi que des références à la pop culture et à la technologie moderne.
Selon les épisodes, le scénario est écrit en français ou en anglais. Au fur et à mesure de l'avancement de l'épisode, celui-ci est partagé avec la communauté qui peut faire des retours sur différents thèmes: scénario, dialogues, graphisme… Une fois l'épisode presque finalisé, les dialogues sont gelés et la communauté peut commencer à traduire l'épisode dans la langue de son choix. Aujourd'hui une cinquantaine de langues différentes disposent d'au moins un épisode. Certaines sont des langues courantes, d'autres des langues mortes et même des dialectes régionaux ou des langues construites. 

## Univers

### Monde
Les aventures de Pepper et Carrot prennent place sur la planète d'Héréva, qui a pour satellites trois lunes et une théière géante (référence à la théière de Russel). La planète comporte plusieurs villes et villages (Bout-en-cureuil, Tenebrum, Komona, Kerberos, Qualicity), dont la plupart n'ont pas d'emplacement fixe, nécessitant des cartes régulièrement mises à jour. La monnaie locale est le Ko.

### Magie
Dans le monde d'Héréva, plusieurs types de magies ayant chacune leurs spécificités sont enseignées. Elles utilisent une source d'énergie appelée Réa, qu'on peut rapprocher du concept de points de mana utilisé dans bon nombre d'œuvres de fiction liées à la magie.
- Chaosah: Magie utilisant des éléments de la théorie du chaos, exploitant notamment l'effet papillon. Une sorcière de chaosah doit inspirer la peur et le respect, y compris sur les puissants.
- Magmah: Magie utilisant le feu et la chaleur.
- Aquah: Magie permettant de maîtriser l'eau. Peu de choses sont connues de cette dernières, l'école ainsi que les étudiants de cette magie se mêlant rarement à la population.
- Zombiah: Magie utilisée pour ressusciter les morts ou pour donner vie à des machines.
- Hippiah: Magie faisant appel aux plantes et aux insectes. C'est la plus connue et respectée des pratiques magiques, au point que les autres écoles s'en inspirent.
- Ah: Magie traitant avec les esprit et les univers parallèles et dont les secrets sont jalousement gardés. Les pratiquants mènent une vie ascétique.

### Personnages
Les personnages portent tous un nom d'herbe ou d'épice et les animaux un nom de légume. David Revoy expliquera en interview que c'est une de ses visites au marché qui lui inspirèrent ce choix.

#### Personnages principaux
- Pepper: Orpheline adoptée par Cayenne, Thym et Cumin, qui deviendront ses marraines et lui serviront à la fois de parents de substitution et d'enseignante après qu'elles ont vu son potentiel de maîtrise de la magie de Chaosah, peu adaptée à l'orphelinat où elle se trouvait, qui enseignait la magie d'Hippiah. Elle est foncièrement gentille et altruiste, au grand désespoir de ses marraines qui veulent en faire une sorcière crainte et respectée comme le veut le code de conduite de l'école de Chaosah. Elle habite le village de Bout-En-Cureuil.
- Carrot: Chat orange adopté par Pepper après qu'elle l'ait découvert dans un bac de carottes à l'orphelinat. Il est doué d'une intelligence exceptionnelles (il sait piloter un balai et bricoler) malgré le tempérament d'un chat normal.
- Thym: Leadeuse des sorcières de chaosah qu'elle mène d'une main de fer.
- Cayenne: Professeur de sorts de Pepper
- Cumin: Bonne vivante, professeur de potions de Pepper, fortement rudoyée par Thym.
- Coriandre: Princesse, puis reine de Qualicity. Elle est passionnée par la robotique. Elle pratique la magie de Zombiah.
- Safran: Sorcière riche et célèbre faisant partie de la jet-set. Elle pratique la magie de Magmah.
- Shichimi: Sorcière menant un mode de vie nomade et ascétique comme le veut le code de conduite de l'école de Ah. Elle deviendra chevalier de Ah après son adoubement.

#### Personnages secondaires
- Bramble: Maire de Komona, organisateur des concours de magie se déroulant dans sa ville.
- Spiruline: Pratiquante de la magie Aquah, dont on sait très peu de choses. Vit en permanence dans l'eau.
- Wasabi: Directrice impitoyable de l'école de magie de Ah, que fréquente Shichimi.
- Torreya: Pilote de dragon fréquentant la même école que shichimi, avec qui elle entretient une relation amoureuse. Ce dernier aspect sera néanmoins censuré sur l'édition papier de la version bulgare de l'épisode ou apparaît une scène de baiser entre les deux personnages, au grand désarroi de David Revoy qui déclarera qu"[il n'est] pas d'accord avec la suppression du mignon baiser lesbien entre Torreya et Schishimi", mais qu'il "autorise cela car ça fait partie de la liberté que donne la licence sous laquelle est publiée Pepper&Carrot"[4].

## Engagement pour les licences libres
Cette bande-dessinée en ligne a la particularité d'être publiée sous une licence libre, Creative Commons CC-BY 4.0, qui permet sous réserve de l'attribution de crédit à l'auteur, de modifier, dériver, revendre le travail de l'auteur. David Revoy s'est néanmoins opposé à la dérivation de ses œuvres sous forme de NFT, estimant que cela constitue une violation de ses droits moraux. 
En complément de la libre utilisation de son œuvre, l'auteur met à disposition les sources de son travail réalisé à partir de logiciels libres comme Krita pour la réalisation des encrages et colorisation, ou encore Inkscape pour la mise en page et la création des dialogues.
L'objectif de l'auteur est de montrer que la réalisation d'une bande-dessinée libre est possible en changeant le mode de production habituel.

## Liste des épisodes
Un nouvel épisode est publié environ tous les mois.
| N. | Titre                      | Date de publication | Nombre de mécènes[réf. nécessaire], |
| -- | -------------------------- | ------------------- | ----------------------------------- |
| 1  | Potion d'envol             | 10 mai 2014         | 0                                   |
| 2  | Les potions arc-en-ciel    | 25 juillet 2014     | 21                                  |
| 3  | L'ingrédient secret        | 3 octobre 2014      | 93                                  |
| 4  | Éclair de génie            | 21 novembre 2014    | 156                                 |
| 5  | Épisode spécial de Noël    | 19 décembre 2014    | 170                                 |
| 6  | Le concours de potion      | 28 mars 2015        | 245                                 |
| 7  | Le souhait                 | 30 avril 2015       | 245                                 |
| 8  | L'anniversaire de Pepper   | 28 juin 2015        | 354                                 |
| 9  | Le remède                  | 31 juillet 2015     | 406                                 |
| 10 | Spécial été                | 29 août 2015        | 422                                 |
| 11 | Les sorcières de Chaosah   | 30 septembre 2015   | 502                                 |
| 12 | Rangement d'automne        | 31 octobre 2015     | 575                                 |
| 13 | La Soirée Pyjama           | 8 décembre 2015     | 602                                 |
| 14 | La Dent du dragon          | 29 janvier 2016     | 671                                 |
| 15 | La Boule de cristal        | 25 mars 2016        | 686                                 |
| 16 | Le Sage de la montagne     | 30 avril 2016       | 671                                 |
| 17 | Un Nouveau Départ          | 30 juin 2016        | 719                                 |
| 18 | La Rencontre               | 5 août 2016         | 720                                 |
| 19 | Pollution                  | 26 octobre 2016     | 755                                 |
| 20 | Le Pique-nique             | 17 décembre 2016    | 825                                 |
| 21 | Le Concours de magie       | 23 février 2017     | 816                                 |
| 22 | Le système de vote         | 30 mai 2017         | 864                                 |
| 23 | Saisir la chance           | 10 août 2017        | 879                                 |
| 24 | L'Arbre de l'unité         | 15 décembre 2017    | 810                                 |
| 25 | Il n'y a pas de raccourcis | 17 mai 2018         | 909                                 |
| 26 | Les livres, c'est génial   | 28 juillet 2018     | 1098                                |
| 27 | L'invention de Coriandre   | 31 octobre 2018     | 1060                                |
| 28 | Les Festivités             | 24 janvier 2019     | 960                                 |
| 29 | Le Destructeur de Mondes   | 25 avril 2019       | 960                                 |
| 30 | Besoin d’un Calin          | 3 septembre 2019    | 973                                 |
| 31 | Le Combat                  | 20 décembre 2019    | 971                                 |
| 32 | Le Champ de bataille       | 31 mars 2020        | 1121                                |
| 33 | Le Sortilège de Guerre     | 29 juin 2020        | 1190                                |
| 34 | L'Adoubement de Shichimi   | 31 mars 2021        | 1096                                |
| 35 | Le Reflet                  | 18 juin 2021        | 1054                                |
| 36 | L'attaque Surprise         | 15 décembre 2021    | 1036                                |
| 37 | Les Larmes du Phénix       | 3 août 2022         | 1058                                |
| 38 | La Guérisseuse             | 26 avril 2023       | 1084                                |

## Méthode de financement
Contrairement au financement « classique » qui consiste pour une maison d'édition à produire et diffuser le livre, Pepper&Carrot se base sur le financement participatif avec des plateformes comme Patreon, Liberapay, Tipee. Chaque internaute peut donner une somme plus ou moins grande pour chaque nouvel épisode publié. Cela permet d'assurer financièrement la bande dessinée sans dépendre d'un seul tiers.
La maison d'édition Glénat publie cette série au format papier sans pour autant verser de salaire ni de droit d'auteur à David Revoy. En contrepartie, elle participe à la campagne de financement Patreon,.

## Dérivations et réutilisation

### Parutions en librairie

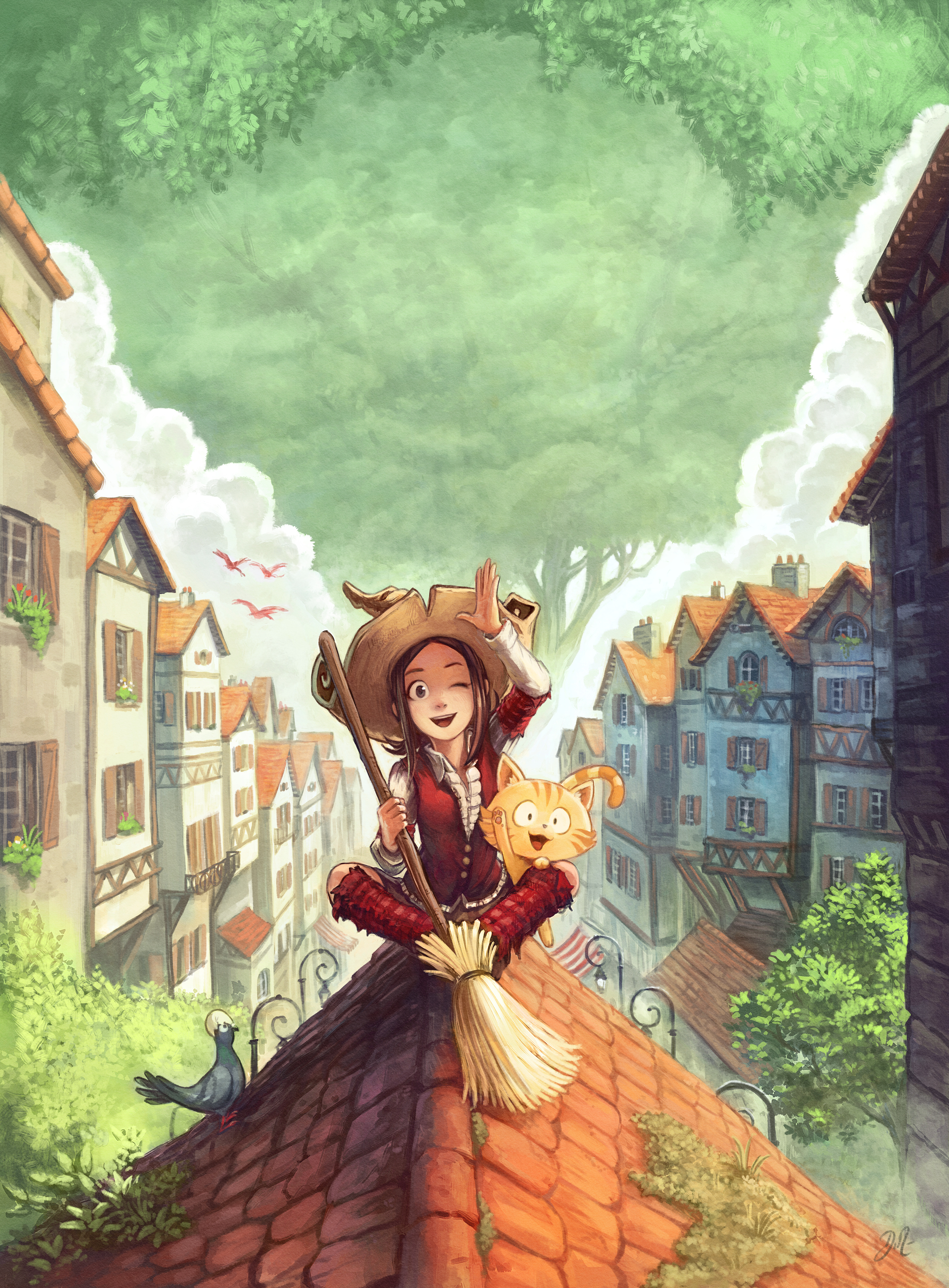
Couverture du troisième tome, sans les titres

Tout comme l'autorise la licence CC-BY 4.0, certains éditeurs diffusent la bande-dessinée au format traditionnel.

#### Éditions Glénat
L'éditeur Glénat a publié la bande-dessinée au format traditionnel à la fin de l'été 2016. Cette parution a fait grand bruit chez les auteurs de bande-dessinées en raison de la méthode de financement. La polémique a amené à différents articles dont celui de Libération , des billets récapitulant les différents évènements comme celui de MrPetch  ou Calimaq , ou des réactions sur des podcasts spécialisés comme le One Eye Club dans l'épisode SP10 
| Tome | Titre                    | Épisodes | Date de parution |
| ---- | ------------------------ | -------- | ---------------- |
| 1    | Potion d'envol           | 1 - 11   | 31/08/2016       |
| 2    | Les sorcières de Chaosah | 12 - 21  | 26/04/2017       |
| 3    | L'effet papillon         | 22 - 29  | 28/08/2019       |
| 4    | Tout bascule             | 30 - 36  | 23/03/2022       |

#### Édition Ar-Gripi
Stephan Carpentier, après sa traduction en breton, publie le premier tome de Pepper&Carrot entièrement en breton au travers de sa maison d'édition Ar-Gripi.
| Tome | Titre                                 | Épisodes | Date de parution |
| ---- | ------------------------------------- | -------- | ---------------- |
| 1    | Pepper&Carrot (ISBN 979-10-94291-016) | 1 - 10   | 11/2016          |

### Adaptations audio-visuelles
L'épisode 6 de la bande dessinée a été adapté en animation à l'aide de Blender par les auteurs de Morevna Project (adaptation futuriste d'un conte de fée traditionnel russe), sous forme de « Motion Comic »,. Pour cela les auteurs ont découpé les personnages et les décors de la bande dessinée, ont placé les décors dans un environnement 3D et ont appliqué différentes positions aux éléments et aux personnages, soit en redessinant, comme pour les bouches, soit par squelette d'animation (pour les différents membres du corps), soit par déformation des objets texturés. Le rendu final est en 2 dimensions, mais l'utilisation de la 3D dans le placement des décors permet de donner une impression de profondeur lors des travellings. La technique de ringing de Nicolai Mamashev utilisée pour le personnage de Pepper dans ce film, a inspiré la partie animation de papier découpé (numérique), réalisée sous Blender, par Les Fées spéciales, pour le long métrage Dilili à Paris, de Michel Ocelot, qui sort en 2018.

### Réutilisation pour l'évolution de logiciels
En 2015, David Revoy travaille, dans le cadre de ses travaux pour Pepper&Carrot, avec David Tschumperlé et Sébastien Fourey à l'ajout dans G'MIC, un plugin disponible depuis plusieurs années dans Gimp, d'un module spécialisé dans la mise en couleur pour la BD, développé par le laboratoire GREYC (une unité de recherche publique située à l'ENSICAEN, à Caen, en France et affiliée au CNRS),. G'MIC est alors intégré à Krita, via le module G'MIC-qt, dans la version de développement de Krita. Elle est gérée dans sa version stable 3.2.0, sortie le 17 août 2017.[pertinence contestée]